# Asteroschema
Asteroschema är ett släkte av ormstjärnor. Asteroschema ingår i familjen Asteroschematidae.

## Bildgalleri

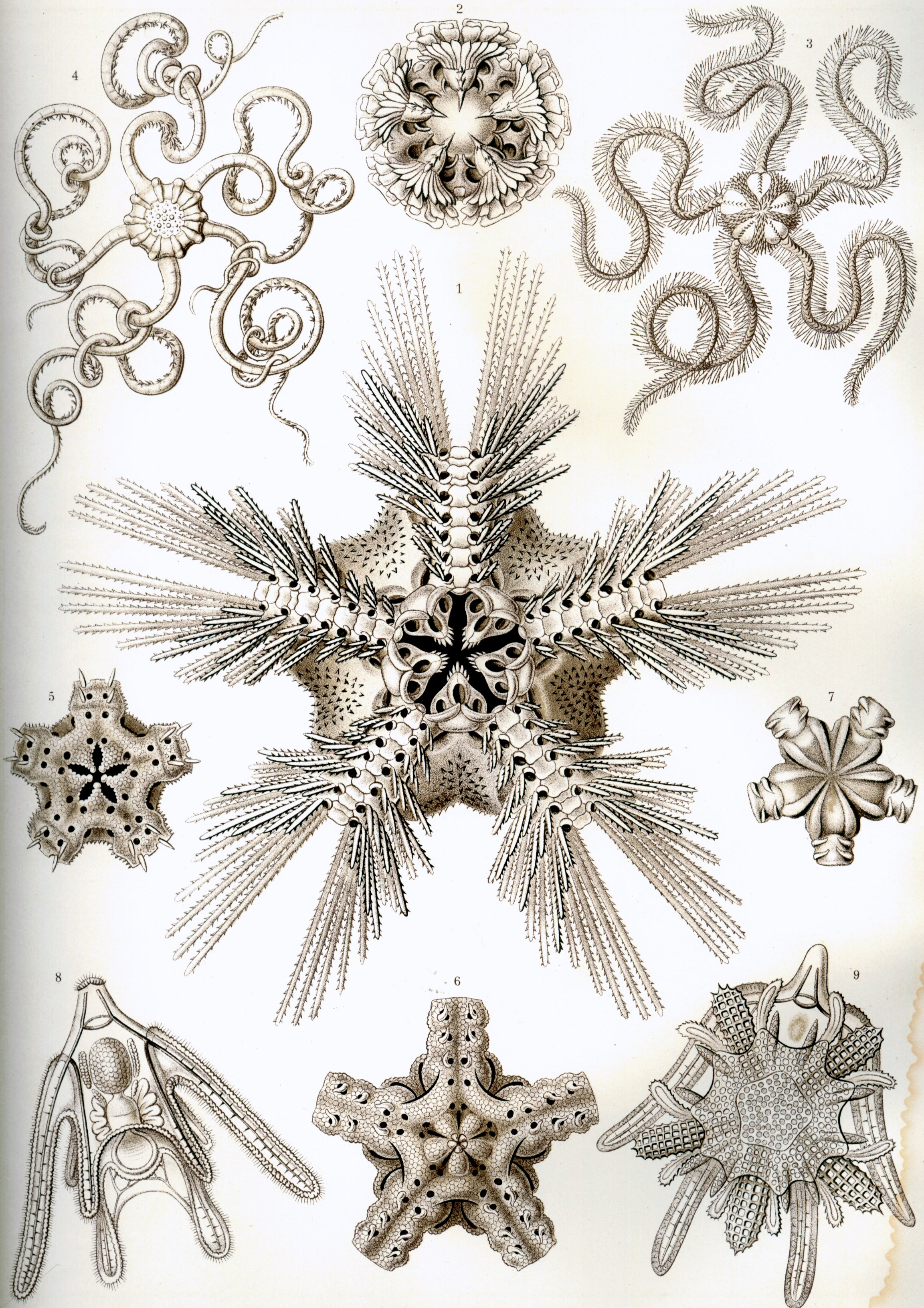

## Dottertaxa tillAsteroschema, i alfabetisk ordning[1]
- Asteroschema ajax
- Asteroschema arenosum
- Asteroschema bidwillae
- Asteroschema brachiatum
- Asteroschema capensis
- Asteroschema clavigerum
- Asteroschema edmondsoni
- Asteroschema elongatum
- Asteroschema flosculus
- Asteroschema glaucum
- Asteroschema hemigymnum
- Asteroschema horridum
- Asteroschema igloo
- Asteroschema inornatum
- Asteroschema intectum
- Asteroschema laeve
- Asteroschema lissum
- Asteroschema migrator
- Asteroschema monobactrum
- Asteroschema nuttingii
- Asteroschema oligactes
- Asteroschema rubrum
- Asteroschema salix
- Asteroschema subfastosum
- Asteroschema sulcata
- Asteroschema tenue
- Asteroschema tubiferum
- Asteroschema tumidum
- Asteroschema vicinum
- Asteroschema wrighti
- Asteroschema yaeyamensis